# Aliança Democratica
Aliança Democratica är en valallians i Östtimor, bildat inför parlamentsvalet 2007 av de konservativa partierna Partido do Povo de Timor (PPT) och Klibur Oan Timor Asuwain (KOTA).
Det deltog i valen 2007 och 2012. I parlamentsvalet 2007 fick alliansen 3,20 % av rösterna och 2 mandat. medan det vid parlamentsvalet 2012 fick 0,56 % av rösterna och blev utan mandat.